# Caer Caradoc
Caer Caradoc (Galés - Caer Caradog) es una colina en el condado de Inglaterra de Shropshire. Desde allí se puede ver al pueblo de Church Stretton y a la villa de All Stretton, y vistas panorámicas al norte hacia la colina de The Wrekin, al este a Wenlock Edge y al oeste a Long Mynd. En un día despejado es posible ver las colinas del noreste de Gales, al este los altos edificios de Birmingham, la colina Worcestershire Beacon en Malvern Hills al sureste y a la montaña Twmpa en las Colinas Negras de Gales, al sur.
The Wrekin es otra colina con forma muy similar a esta y en la misma alineación, a 10 millas (16 kilómetros) al noreste.

## Galería

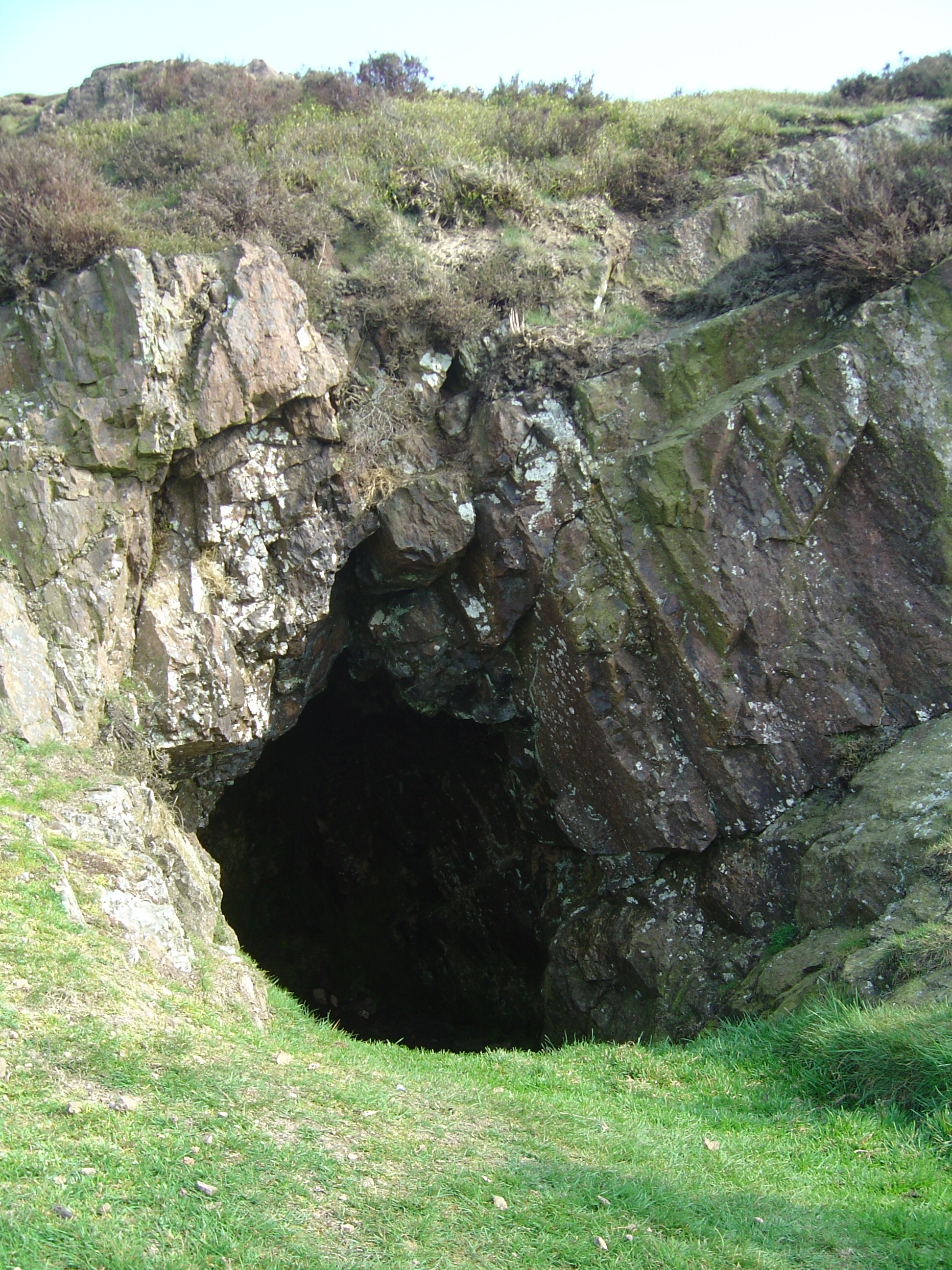
Cueva de Caer Caradoc.
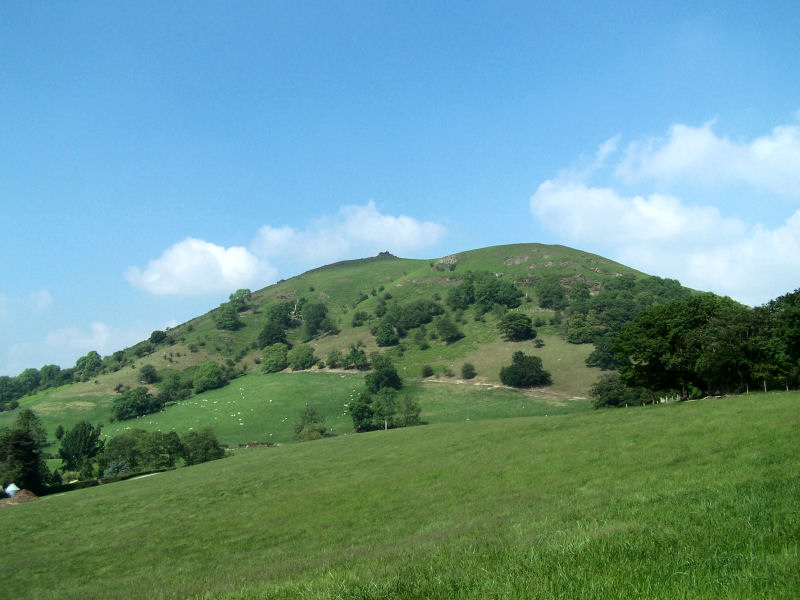
Vista de Caer Caradoc.